# 演奏時間の極端に短い音楽
演奏時間の極端に短い音楽(えんそうじかんのきょくたんにみじかいおんがく)では、音楽作品として認められているもののうち、演奏時間が極端に短いもの（主に20～30秒以内の曲）を一覧する。

## 概要
いわゆるクラシックや現代音楽は演奏時間がポップスなどと比べてはるかに長いことが多いが、ウェーベルンを始め中には曲と言えないほど短い作品もある。
曲は各楽章などの長さではなく全楽章を対象とする。また何曲かまとめて出版され、それぞれが多楽章になっている場合は、それぞれの曲を対象にした。
選曲はクラシック系の場合、現代音楽も含め、いわゆる主に正規にコンサートなどで演奏される器楽曲のみとし、国歌や行進曲、ファンファーレなどいわゆる実用音楽や小さな単一の有節歌曲などは含まれない。またポピュラー系の楽曲も扱う。
その他にヨーロッパでは20世紀末にこの種の曲の募集が多数あり、よく数十曲まとめて演奏され生放送された。別稿「演奏時間の長い曲」とは対極にあたる。

## 一覧

### 20～30秒以内の曲（0秒も含む）
- ジョン・ケージ：「0分00秒」：いわゆる何をどの様にやっても良い、全く時間不定の自由な「音楽」であるが、実際の演奏で題名通り本当に「0分00秒」で終わった例があり、事実上地上で最も短い曲の中に入れた。
- スライ&ザ・ファミリー・ストーン：「暴動」：『暴動』収録。0秒（ジャケットの楽曲表記）。CDでは完全に0秒の曲はデジタル的に収録できないため、実際には4秒の無音のトラックとして収録。
- ブライアン・イーノ：Microsoft Windowsシリーズの起動音、及び終了音として作曲された一連の作品。いずれも数秒程度。
- BBQ CHICKENS：「Hungry」：『INDIE ROCK STRIKES BACK』収録。1秒。
- 仙台貨物：「ソレはおなかの中で密かに作られ胴体のローエンドから排出されるものであり、特に肉やイモ、ニンニクなどを食べた次の日のソレはまさに悪魔そのもので、ときには他人の嗅覚と精神を粉々に破壊する力を持っていると言っても過言では無いが、しかし極稀にソレを鼻腔の奥深く吸い込みそのニオイを認識した暁にはテンションが上がってしまうという珍妙な人種が存在するだけではなく、その悪魔の生みの親に限っては良い香りだと感じてしまう不思議な現象が起こり得るが、なんにせよ上司や先輩など目上の人間の前では決してその悪魔を生み落してはいけないし鳴らしてもいけない上、もちろん「どうせ気づかないだろうしスカしてごまかしてしまおう…！」などという考えはもっての外であるとともに、誤って自分の意思と裏腹に思わず生まれてしまい、その産声が響いてしまった場合、隣の人間をチラッと見ることで汚名を被ることを回避出来る可能性が僅かながらあるにせよ、悪意を持って生み出した者にはことわざの通り「目には目を」の言葉の元にその悪魔の力をもって下されるであろう、その裁き鉄槌の名は握り…」：『仕事をサボりTIGHT[B type]』収録。1秒。ちなみにタイトルは466文字もあるため、殆どのメディアでは「ソレは〜(中略)〜握り… (全466文字)」と省略されている。その為、「カップリングとして“世界で1番長いタイトルで世界で1番短い曲”」としてギネスに申請中とのこと[1][2]。
- ナパーム・デス：「ユー・サファー」：世界で一番短い曲としてギネスブックに掲載されており、正確な長さは1.316秒とされている。この曲はフジテレビ系の『トリビアの泉』で「演奏時間が一秒しかない曲がある」として紹介された。番組では『カウントダウンTV』のパロディ風に編集され、メンバーが出演し日本語で説明をした。インタビューによると、歌詞には「苦しむことに意味はあるのか？俺たちは何故苦しまなければいけないのか？」というメッセージが込められているとの事である。投稿者は「金の脳」を獲得した。
- Jin-Machine: 「ゆずサワー」：上記曲のパロディ。ただしこちらは演奏終了後の余韻が7秒程度あるため、全体の楽曲の長さは8秒である。ミニアルバム『捨てました(どっかからの輸入盤)』にバージョン違いを含め6曲収録。
- Stormtroopers of Death：「Diamonds and Rust(Extended Version)」：『Speak English Or Die』収録。2秒程度。この他にも同様の曲が幾つかあるが、後のアルバムには「Fugu(ふぐ)」という曲まで存在する。来日時のライブではこの他にも「Uni(うに)」、「Hamachi(はまち)」等の「瞬間芸」的な曲を立て続けに演奏した事が当時「BURRN!」誌のライブレポートで紹介されていた。
- S.O.B：「S.O.B」：『LEAVE ME ALONE』収録。1～2秒程度。
- あのねのね：「さんぽの歌」：約2秒。
- ラリー・ポランスキー：「tooaytoods」：演奏時間が2～3秒の短い曲を11曲集めた小品集。
- DREAMS COME TRUE：「Hi,How're You Doin'?」:『DREAMS COME TRUE』収録。3秒。但し、伴奏等は一切なく、曲名と同じ文言を吉田美和の読み上げで行うのみの同アルバムのタイトルコール的なトラックとなっている。曲順のリストには掲載されていない。
- ジョン・レノン & オノ・ヨーコ：「ヌートピア国際賛歌」：『マインド・ゲームス』収録。約4秒。内容は無音である。この間にヌートピアンとなることを宣言すればその資格を得ることができる。
- クイーン：「Yeah」：『メイド・イン・ヘヴン』収録。4秒。前トラック「イッツ・ア・ビューティフル・デイ」の最後の「Yeah」を別トラックとして収録したもの。
- 茂木由多加：「角川ザ・テレビジョンのロゴ」：JOYSOUNDにおける最短の曲[3]。4秒。
- Stormtroopers of Death： Fugu（邦題「ふぐ」）：『Bigger Than the Devil』収録。総演奏時間7秒(終了後3秒ほどの余韻時間があり、実質の長さは約4秒)。
- NOFX：「Fuck The Kids II」：5秒。『Fuck the Kids』収録。また、同EP収録の「Fuck The Kids」も7秒である。
- DIR EN GREY：「GAUZE -mode of eve-」：『GAUZE』収録。曲自体は1分15秒だが、前曲「アクロの丘」に本曲の大半が繋げて収録されており、CD上では5秒しかない。
- Thee Michelle Gun Elephant：「I've never been you.(Jesus Time)」：『Chicken Zombies』収録。6秒。また、同アルバム収録の「I've never been you.(King Time)」も20秒である。
- 電気グルーヴ：「LEE」：『662 BPM BY DG』収録。6秒。映画『ドラゴンへの道』からブルース・リーの声がサンプリングされている。また、同アルバムの7曲目から11曲目は無音トラックであり、トラック自体の長さはそれぞれ1分程度あるものの実質的な演奏時間は0秒である。
- 所ジョージ：「スブタ」：『ホング・コングの逆襲』『史上最大全集しょのいち』収録。7秒。
- 嘉門タツオ「三段跳び」：『伝家の宝刀』収録。7秒。また、『リゾート計画』収録の「温度」も13秒である。
- SIAM SHADE：「時代だとか流行だとかよく解んねぇけど要はカッコ良けりゃそれでいいんじゃねぇの」：『Life』収録。7秒で、歌詞をそのまま曲名にしたもの。
- ハニー・ナイツ：「みえるみえる(ゼブラの歌)」：『オリジナル版 懐かしのCMソング大全(3) 1966〜1973』収録。8秒。同アルバムには、他にも30秒以内のCMソングがいくつか収録されている。
- ゴールデンボンバー：「出逢って8秒」：『ゴールデンボンバー ベストアルバムスタンプ』収録。8秒[4]。
- フィッシュマンズ：「君だけがダイヤモンド」：『KING MASTER GEORGE』収録。8秒。 ：「教育」：同アルバム収録。9秒（演奏自体は5秒）。また、同アルバム収録の「ハンバーグ」も32秒である。
- 山本正之：「東北花粉症の恋」：『ザ☆短編』収録。9秒。また、同アルバム収録の「ポテトチップス」も13秒である。
- Official髭男dism：「052519」：『Traveler』収録。10秒。続いて収録されているPretender (Official髭男dismの曲)に繋がるアルペジオ。
- ジョン・ケージ：「M.C.とD.T.のために」：ピアノ独奏曲。15秒ぐらいの小品である。
- 横浜銀蝿：「尻取りRock'n Roll」：『ぶっちぎり』収録。15秒。また、『ぶっちぎりVII』収録の「ツッパリHigh-School ROCK'N ROLL(帰宅編)」も17秒で、こちらはイントロの後「ただいまー!!」のシャウトの一文のみとなっている。
- 頭脳警察：「指名手配された犯人は殺人許可証を持っていた」：『頭脳警察3』収録。15秒で、歌詞をそのまま曲名にしたもの。
- ザ・ビーチ・ボーイズ：「Radio Concert Promo 1」：『エンドレス・ハーモニー（英語版）』収録。15秒。
- Mr.Children：「臨時ニュース」：『深海』収録。15秒。
- 中島ちあき：「Interlude -感じさせて-」：『Radio Days (but goodies) 〜素敵なラジオ・デイズ』収録。15秒。
- 太鼓の達人:「よくでる15300」:「ナムコオリジナル」15秒。同じくナムコオリジナルの「よくでる2000」を7.65倍したもの。そのため、曲名の中の「2000」も7.65倍されている。
- 山下達郎：「INTERLUDE B Part I」：『FOR YOU』収録。16秒。
- 金田朋子：「♪ポケットクルモンのうた」：『The Biggest Dreamer』期間限定盤1に収録。16秒。
- 宇多田ヒカル：「Interlude」：『First Love』収録。17秒。
- B-DASH：「グリーンハウス」：『○』収録。18秒。
- TMN：「Channel ‘93 Part 2」：「CLASSIX 2」収録。19秒。
- イエロー・マジック・オーケストラ：「ジングル“Y.M.O.”」：『増殖』収録。20秒。
- ぜんまいざむらい starring ゆきじ：「ぜんまいざむらい音頭」：『ぜんまいざむらいのうた/ぜんまいざむらい音頭』収録。21秒。
- 明和電機：「明和電機サウンドロゴ」：『提供 明和電機』収録。22秒。
- ビートルズ：「ハー・マジェスティ」：23秒。ビートルズの曲としては最短。
- 斎藤千和 & 又吉愛 & 能登麻美子：「MPCテーマソング」：『レディGO ハシャGO だいしゅーGO! たまごっち!』収録。23秒。
- B'z：「 I 」：『ELEVEN』収録。24秒。
- ポルノグラフィティ：「m-NAVI 2 "Keep on having fun with the MUSIC CABINET"」：『m-CABI』収録。25秒。
- THE HIGH-LOWS：「ヤダ」：『Relaxin' WITH THE HIGH-LOWS』収録。26秒。
- CASCADE：「恋は変じゃない」：『BUTTERFLY LIMITED EXPRESS』収録。27秒。
- 釘宮理恵 & 宮田幸季：「チューボー刑事の歌」：『「超GALS!寿蘭」オリジナルサウンドトラック 2』収録。28秒。

### ジャンル別の短い曲
30秒から数分程度の楽曲は幅広いジャンルにわたって無数に存在する。本項では、そのような長さの曲の場合、ジャンル別に分け、そのジャンルとしては極端に短いと考えられる曲のみを扱う。

#### シングル
- マイナスターズ：「カバ」：45秒（両A面シングルの2曲目）。
- ピコ太郎：「ペンパイナッポーアッポーペン」：45秒ではあるが、「ビルボード全米トップ100にチャートインした曲の中で最短」としてギネスに認定されている[5]。
- ザ・スターリン：「アレルギー」：51秒。
- GOLD WAX：「カルシウムが足りない」：52秒。

#### 管弦楽・交響曲
管弦楽や交響曲は普通は演奏に数十分以上かかるが、中には次のように数分程度で終わってしまうものもある。
- ドメニコ・スカルラッティ：「交響曲ハ長調」、全3楽章3分しかかからない。
- ダリウス・ミヨー：室内交響曲第1番「春」、全3楽章3分しかかからない。
- ウェーベルン：管弦楽のための5つの小品作品10、4分半。

#### オペラ
オペラも普通は演奏に数時間程度かかるところ、中には次のように数分程度で終わってしまうものもある。
- ピーター・レイノルズ(Peter Reynolds)：「ザ･サンズ･オブ･タイム」(The Sands Of Time)：約4分。1993年作曲。
- ダリウス・ミヨー(Darius Milhaud)：「解放されたテセウス」(La Délivrance de Thésée)：約7分。1927年作曲。

## ミニ音楽作品フェスティバル
それぞれ数十人から数百人の作曲家が参加した世紀末の欧米のミニ音楽作品フェスティバル。
- 主催者：北ドイツのラジオ・ブレーメン、日時1995年11月11日、演奏時間60秒、テーマ：プロのソロ・チェロ奏者、二人の役者、ピアノ、アマチュアの弦楽オーケストラ。状況：デルメンホルストからのFM生放送。
- 主催者：西オーストリアのORFチロル、日時1995年12月28日、演奏時間40秒、テーマ：「移動｣、フルート2、サクソホーン、トロンボーン、打楽器2人、ハープ、アコーディオン、複数のヴァイオリンとヴィオラの小管弦楽。
- 主催者：東イタリアのペスカラ市とキオラ・ミュージック・プレス音楽出版社、日時1997年12月15日、演奏時間70秒、テーマ： "Pescara, Pescara", per Orchestra piccola w:1-1-1-1, b:1-1-1-0, 3 perc, strings(10-8-4-4-2).
- 主催者：南フランスのアンサンブル・デカダンスとリュネール市、日時1999年5月28日、演奏時間：10秒の小さい曲を24曲作曲する、総計4分00秒。テーマ：2000年ミレニウムfor Flute, Clarinet, Cello and Piano
- 主催者：北アメリカのシカゴのアンサンブル・ミニマリスト、2008年9月27日、テーマ：100個の音符で書く音楽for Violin, Viola, Cello and Piano、約2分。

出典：名曲大辞典（音楽の友社）、新聞記事。